# Brenes
Brenes er en by og kommune i det sydlige Spanien i provinsen Sevilla. Den har et indbyggertal på 12.883 (2024) indbyggere.